# Норт-Чикаго (Іллінойс)
Норт-Чикаго (англ. North Chicago) — місто (англ. city) в США, в окрузі Лейк штату Іллінойс. Населення — 30 759 осіб (2020).

## Географія
Норт-Чикаго розташований за координатами 42°19′0″ пн. ш. 87°51′33″ зх. д. / 42.31667° пн. ш. 87.85917° зх. д. (42.316696, -87.859201).  За даними Бюро перепису населення США в 2010 році місто мало площу 20,50 км², з яких 20,46 км² — суходіл та 0,04 км² — водойми.

## Демографія
Згідно з переписом 2010 року, у місті мешкали 32 574 особи в 6620 домогосподарствах у складі 4381 родини. Густота населення становила 1589 осіб/км².  Було 7745 помешкань (378/км²).
Расовий склад населення:
| - 47,9 % — білих - 29,9 % — чорних або афроамериканців - 3,8 % — азіатів - 0,7 % — корінних американців - 0,1 % — вихідців з тихоокеанських островів - 13,3 % — осіб інших рас |

До двох чи більше рас належало 4,3 %. Частка іспаномовних становила 27,2 % від усіх жителів.
За віковим діапазоном населення розподілялося таким чином: 20,2 % — особи молодші 18 років, 75,5 % — особи у віці 18—64 років, 4,3 % — особи у віці 65 років та старші. Медіана віку мешканця становила 22,8 року. На 100 осіб жіночої статі у місті припадало 152,9 чоловіків;  на 100 жінок у віці від 18 років та старших — 170,8 чоловіків також старших 18 років.
Середній дохід на одне домашнє господарство  становив 53 366 доларів США (медіана — 41 250), а середній дохід на одну сім'ю — 57 119 доларів (медіана — 46 680). Медіана доходів становила 21 962 долари для чоловіків та 26 763 долари для жінок. За межею бідності перебувало 25,3 % осіб, у тому числі 34,4 % дітей у віці до 18 років та 13,0 % осіб у віці 65 років та старших.
Цивільне працевлаштоване населення становило 8181 осіб. Основні галузі зайнятості: освіта, охорона здоров'я та соціальна допомога — 19,1 %, мистецтво, розваги та відпочинок — 14,1 %, виробництво — 13,6 %, роздрібна торгівля — 13,2 %.